# Notepad++
Notepad++ je svobodný textový editor pro Windows, ovšem je možné ho spustit i na Linuxu a macOS za použití softwaru, jakým je například Wine. Jedna z hlavních předností Notepadu++ oproti vestavěnému Poznámkovému bloku je podpora panelů, díky níž se jednodušeji upravuje více souborů najednou.
Pro zobrazení a úpravu textu a zdrojových kódů je použita editační komponenta Scintilla.

## Funkce
Některé z hlavních funkcí jsou:
- používání panelů
- drag-and-drop
- vícenásobná schránka
- editace s rozdělenou obrazovkou a synchronizovaný posun
- kontrola pravopisu (vyžaduje Aspell a nerozlišuje text od zdrojového kódu)
- podporuje formát Unicode
- najít a nahradit ve více dokumentech naráz
- porovnání souborů
- přibližování

## Programovací jazyky
Notepad++ podporuje i funkce pro úpravu zdrojových kódů:
- automatické dokončování
- záložky
- zvýrazňování syntaxe a skrývání částí kódu
- zvýrazňování odsazení
- najít a nahradit za pomoci regulárních výrazů
- FTP (plug-in obsažený v základní instalaci)
- Makra – záznam a spouštění

Notepad++ podporuje zvýrazňování syntaxe a skrývání kódu pro 48 programovacích, skriptovacích a značkovacích jazyků. Zároveň automaticky detekuje jazyk, v němž je soubor napsán. Uživatel si však může definovat i jazyk vlastní (pro zvýrazňování) a případně jeho API (pro automatické dokončování) ve vestavěném systému pro definování uživatelských jazyků.